# Karl Wilhelm Zitzmann

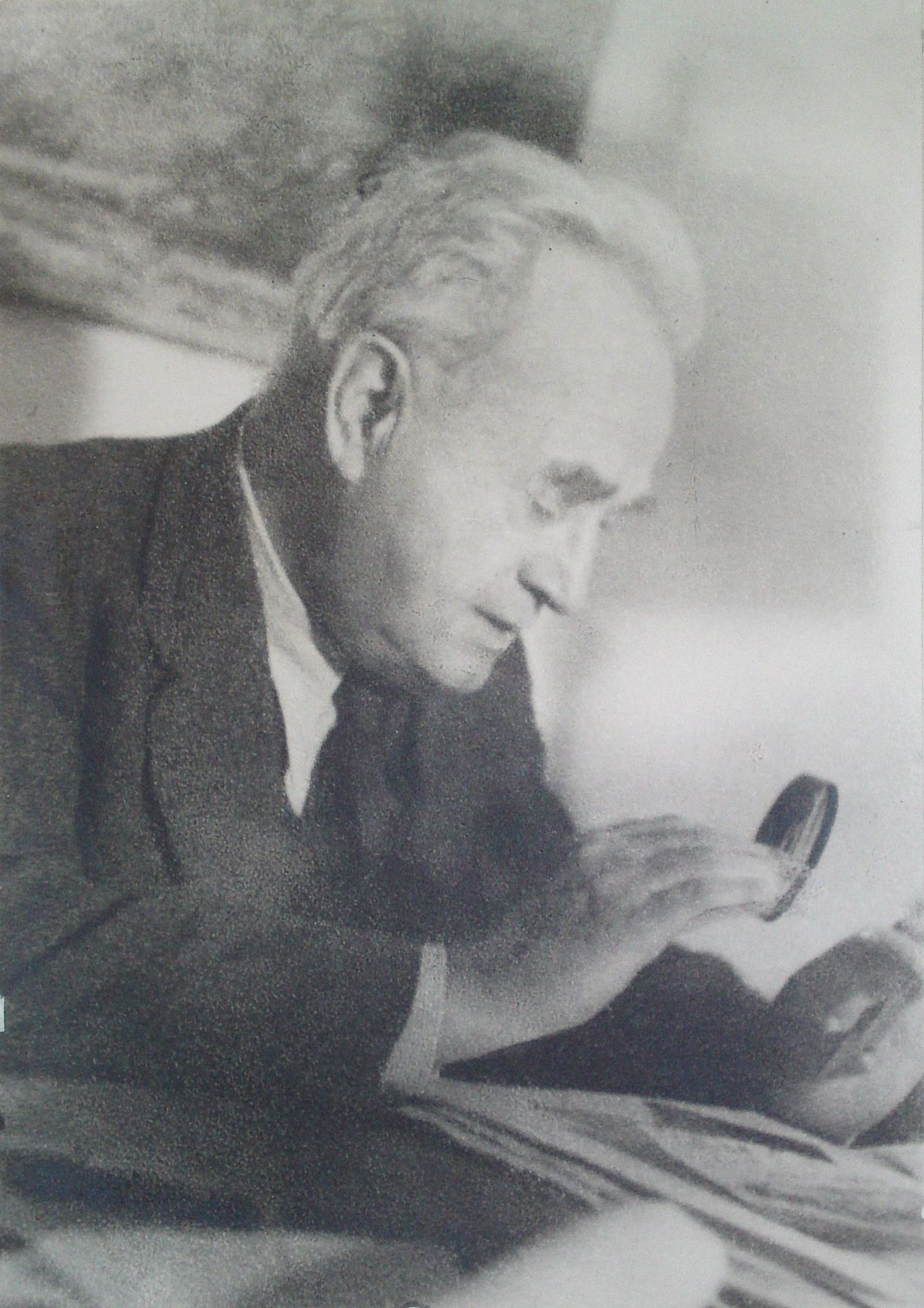
Porträtfoto Karl Zitzmann, um 1935

Karl Wilhelm Zitzmann, auch Carl Zitzmann, (* 23. Oktober 1871 in Nürnberg; † 7. Dezember 1956 in Starnberg) war ein deutscher Manager in der Elektroindustrie und Kunstsammler. Er trug den Ehrentitel Geheimer Kommerzienrat und wurde mit den Ehrenbürgerwürden von Erlangen und Starnberg ausgezeichnet.

## Leben und Wirken
Zitzmann war der dritte Sohn eines Schuhmachermeisters und besuchte die Volksschule in Nürnberg als Armenschüler. Nach Abbruch einer Taschnerlehre begann er 1887 im Unternehmen Schuckert & Co. als Bürodiener und stieg bis 1892 zum kaufmännischen Angestellten auf.
1898 wechselte er zu Reiniger, Gebbert & Schall (RGS) in Erlangen, wo er später in der Starkstromabteilung tätig war. 1907 wurde RGS in eine Aktiengesellschaft mit Sitz in Berlin (ab 1919/1920 wieder in Erlangen) umgewandelt, deren kaufmännische Leitung Zitzmann erhielt. Das Unternehmen produzierte vor allem Medizintechnik und Röntgengeräte. Nach Gründung der INAG (Industrie-Unternehmungen Aktiengesellschaft) als Holdinggesellschaft der RGS-Gruppe am 30. März 1921 übernahm Zitzmann den Posten des Generaldirektors.

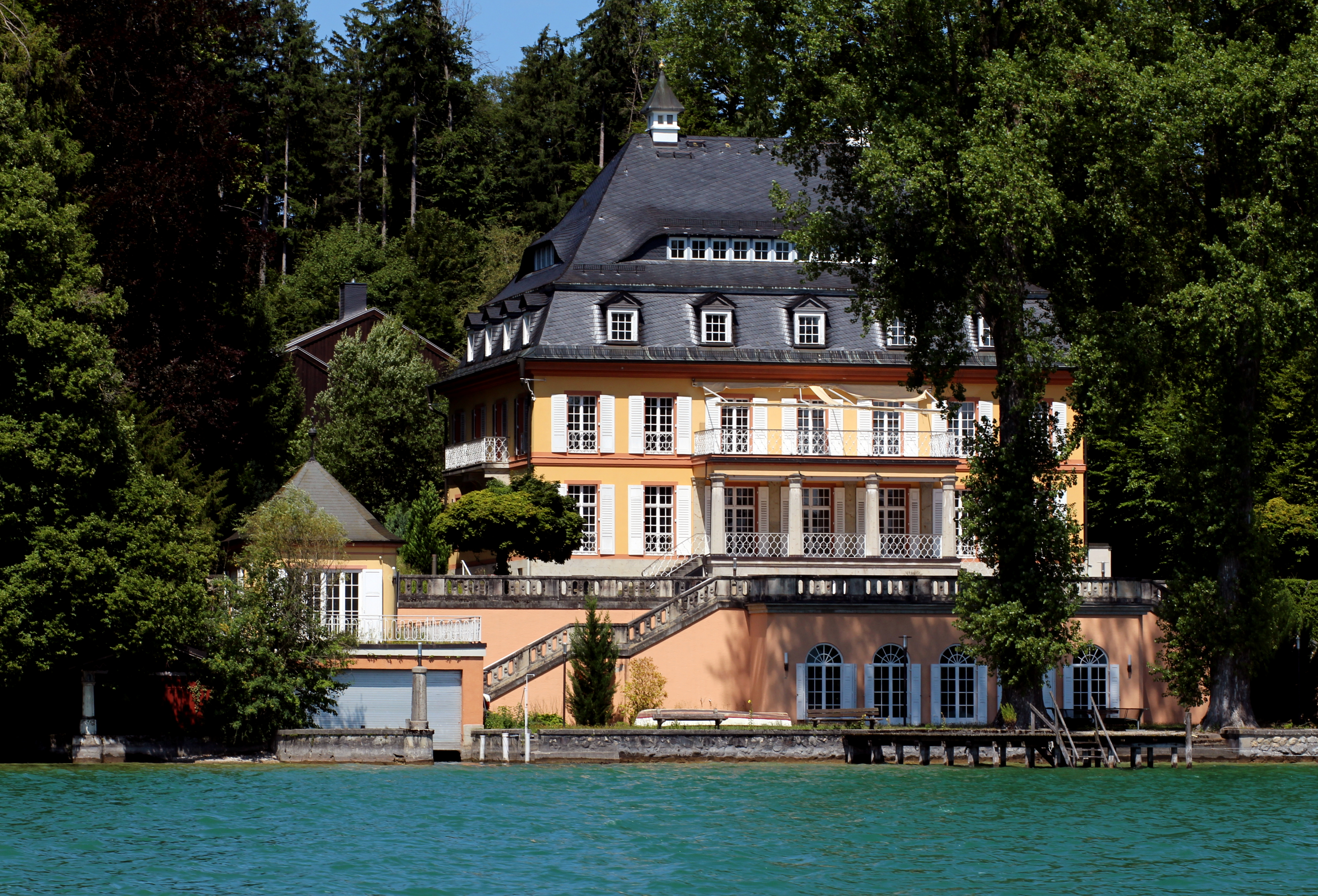
Villa von Zitzmann in klassizistischer Form 1923 gebaut am Starnberger See

Er gelangte zu Wohlstand, kaufte zusammen mit seiner Ehefrau Karoline im Jahr 1919 von der Vorbesitzerin Ellen Ammann eine Villa in Niederpöcking, Ferdinand-von-Miller-Straße 7, am Ufer des Starnberger Sees, die 1922 abgerissen und 1923 durch einen Neubau nach Entwurf der Karlsruher Architekten Otto Gruber und Emil Valentin Gutmann ersetzt wurde (heute Baudenkmal). Nach Einladungen dorthin heiratete 1922 der Erlangener Radiologe und Gynäkologie-Professor Hermann Wintz (ebenfalls Kunstsammler) Zitzmanns Tochter Pauline Heinricke, die Ehe bestand jedoch nur bis 1925. Zitzmann legte eine Kunstsammlung an und unterstützte über lange Jahre auch wohltätige Zwecke, weshalb ihm bis 1923 einige Ehrungen zugesprochen wurden. So wurde ihm am 30. April 1923 zu seinem 25-jährigen Geschäftsjubiläum die Ehrenbürgerwürde der Stadt Erlangen verliehen, außerdem erhielt er die Ehrendoktorwürde (als Dr. med. h. c.), wurde zum Geheimen Kommerzienrat ernannt und bekam am 21. Dezember 1923 die Ehrenbürgerwürde der Stadt Starnberg verliehen.
Zitzmann verwendete Gewinne, teils noch aus der Kriegsproduktion, auch zur Erweiterung des Unternehmens um zahlreiche Tochtergesellschaften. Dieser Expansionskurs, mit zum Teil branchenfremden, oft unrentablen Werken brachte den Gesamtkonzern nach Ende der Hochinflation (Umstellung auf die Rentenmark im November 1923) in erhebliche Schwierigkeiten. Zitzmann, der nicht sonderlich zu Innovationen neigte, wurde für die Verschuldung des Konzerns mit rund sechs Millionen Mark persönlich verantwortlich gemacht und musste 1924 die RGS verlassen, die nur durch einen Zusammenschluss mit der Siemens & Halske AG gerettet werden konnte, der Anfang 1925 durch die Gründung der Siemens-Reiniger-Veifa GmbH vollzogen wurde.
Von 1924 bis 1925 ließ Zitzmann daher zahlreiche Stücke seiner umfangreichen Kunstsammlung ohne Namensnennung (lediglich mit der Provenienz-Angabe „Sammlung eines süddeutschen Kunstfreundes“) beim Auktionshaus Paul Cassirer versteigern, darunter Werke von Daniel Chodowiecki, Carl Blechen, Anton Graff, Theodor Hosemann, Adolph Menzel, Johann Gottfried Schadow, Oskar Kokoschka, Max Liebermann, Lovis Corinth und Albert Weisgerber. Es wurde ein langwieriger Prozess wegen Veruntreuung gegen ihn eröffnet. Dieser Prozess wurde bis zum Reichsgericht weitergeführt und endete in letzter Instanz erst am 14. Dezember 1929 mit einem Urteil, das Zitzmann im Jahre 1930 sechs Wochen Haft und 80.000 Reichsmark Geldstrafe einbrachte.
Nach seinem beruflichen Niedergang verbrachte Zitzmann seinen Lebensabend in Niederpöcking am Starnberger See, in einem Nebengebäude seiner einstigen Villa, die ab 1949 vom Bayerischen Jugendring (BJR) genutzt und 1955 vom DGB übernommen wurde. Bis zu seinem Tode war er dort mit seiner Nachbarin Lilo Fürst-Ramdohr befreundet.